# پوجیودومو
پوجیودومو (به ایتالیایی: Poggiodomo) یک کومونه در ایتالیا است که در استان پروجا واقع شده‌است.

## خصوصیات
پوجیودومو ۴۰٫۰۱ کیلومترمربع مساحت و ۱۳۵ نفر جمعیت دارد و ۹۷۴ متر بالاتر از سطح دریا واقع شده‌است.